# Brivido caldo (Persiana Jones)
Brivido Caldo (1997) è il terzo album del gruppo Ska Italiano Persiana Jones.

## Tracce
1. Un'altra vita
2. Continuerò
3. Yeah
4. No!
5. Cos'è
6. Star bene
7. Seguila
8. Non cambi mai
9. Il ritmo
10. Mi basta
11. Se manchi
12. Cambierà
13. Sempre di più
14. Vuoto dentro